# Channel A
Channel A er en sydkoreansk kabel-tv-kanal ejet af Dong-A Media Group. Det blev lanceret den 1. december 2011.
| Fjernsyn | Spire Denne artikel om en tv-kanal er en spire som bør udbygges. Du er velkommen til at hjælpe Wikipedia ved at udvide den. |